# 石承泫
石承泫（1995年3月24日—），原名石承鎬，出生於台灣宜蘭市，三立藝能旗下藝人，臺灣男歌手、演員、模特兒。
出道即以騰訊電影《你不是一個人》、LINE TV 
《HIStory3：那一天》（Make Our Days Count）
引起粉絲關注。

## 早年經歷
石承泫出生於台灣宜蘭，從幼稚園開始學習鋼琴。國小時期曾獲得全台鋼琴大賽獎項。

## 演藝經歷
2019年3月，石承泫演出電影《你不是一個人》出道，後陸續演出BL劇《HIStory3：那一天》、《正負之間》獲得廣大粉絲喜愛。
2023年10月20日，數位發行《正負之間週年紀念版》，此為主演的《正負之間》主題曲改編版本。

## 演出作品

### 電視電影
| 年份 | 地區           | 播映頻道 | 劇名             | 角色性質 | 角色名稱 | 導演 | 合作演員             |
| 2019 | 中國大陸、香港 | 騰訊視頻 | 《你不是一個人》 | 男主角   | 阿木     | 鍾青 | 南苗、何紫妍、陳艾熙 |

### 劇集
| 年份 | 地區                     | 播映頻道 | 劇名                                        | 角色   | 角色名稱 | 導演   | 合作演員                                      |
| 2019 | 台灣、日本、全球         | LINE TV(台灣）、 RakutenTV樂天（日本）、 VideoMarket(日本）、 Viu TV（香港、新加坡）、 Viki TV(歐洲、 美國、印度、菲律賓)           | 《HIStory3：那一天》（Make Our Days Count） | 男配角 | 高群     | 蔡宓潔 | 宋緯恩、黃雋智、劉韋辰、張瀚元                |
| 2021 | 台灣、日本、新加坡、全球 | LINE TV(台灣）、 RakutenTV樂天（日本）、 VideoMarket(日本）、 ViuTV（香港、新加坡）、 VikiTV(歐洲、 美國、印度、菲律賓)             | 《HIStory4：近距離愛上你》 （CloseToYou）   | 客串   | 高群     | 陳怡妤 | 善存、陳立安、安俊朋、林嘉威 、劉韋辰、張瀚元 |
| 2021 | 香港、台灣               | viuTV、八大戲劇台 | 《超感應學園》                              | 客串   | 何達易   | 林彥廷 | 蔡凡熙、 劉奕兒、 姜濤、 鄭有傑               |
| 2022 | 台灣、日本、全球         | CATCHPLAY+(台灣）、 Video Market(日本）、 RakutenTV(日本）、 GagaOOLala(亞洲服務地區）、 Viki(歐洲、 美洲、印度、澳大利亞、紐西蘭） | 《正負之間》                                | 男主角 | 傅理躬   | 姜秉辰 | 林上豪、李見騰、鄭齊磊                        |
| 2023 | 台湾                     | | 《奇迹》                                    | 客串   | 傅理躬   |        |                                               |

### 短篇電影
| 年份 | 劇名                      | 角色   | 導演                     | 備註                                                   | 其他演員     |
| 2018 | 《親愛的自己》            | 男主角 | 黎嘉豪                   |                                                        |              |
| 2019 | 《最後的人The last talk》 | 男主角 | 台北藝術大學新媒體藝術系 | 北藝大「Reentry再入」新媒體藝術展 AI人工智慧互動式電影 | 南苗、許容華 |

### 音樂錄影帶
| 年份 | 歌手     | 作品                           | 導演            | 角色/合作演員           |
| 2014 | 李榮浩   | 二三十                         | 黃中平          | 男主角                  |
| 2014 | Waterman | TO YOU                         |                 | 男主角                  |
| 2015 | 陳嘉樺   | 情書 （页面存档备份，存于）    | 張瀞予          | 男主角/陳嘉樺           |
| 2016 | 林宥嘉   | 一點點                         | 黃中平          | 男主角/邱偲琹           |
| 2023 | 郭真榕   | 四季皆如此 All Ears, All Years | 洪端宏 Leo Hong | 男主角/ 張寧 Chang Ning |
| 2023 | 郭真榕   | 別說 Dead Silence              | 洪端宏 Leo Hong | 男主角/ 張寧 Chang Ning |

## 電視節目
| 節目日期   | 播放平台               | 播出節目   | 節目主題                                                              |
| 2019/11/06 | 三立都會台、東森超視台 | 綜藝大熱門 | 這些MV主角到底何方神聖！？被天王天后點名合作！ （页面存档备份，存于） |

## 廣告
| 年份 | 授權地區 | 作品                             |
| ---- | -------- | -------------------------------- |
| 2018 | 台灣     | 光泉米漿-經典美味篇              |
| 2019 | 台灣     | 肯德基麻吉桶餐廣告               |
| 2019 | 台灣     | Dr’s Formula510系列洗潤髮系列    |
| 2019 | 大陸     | 麥當勞蘋果派-初戀回味篇          |
| 2020 | 台灣     | SMILE全飛秒近視雷射-冠軍視界影片 |
| 2020 | 台灣     | 植物の優 感動篇 20秒             |
| 2020 | 台灣     | 全聯moz日用品積分樂              |
| 2020 | 台灣     | 寶島眼鏡                         |
| 2020 | 台灣     | 茶裏王 重量瓶                    |
| 2021 | 台灣     | KYMCO IONEX                      |
| 2021 | 台灣     | 全聯KAKAO FRIEND                 |
| 2021 | 台灣     | 肯德基台酒花雕紙包雞             |
| 2022 | 台灣     | 遠傳電信                         |
| 2022 | 台灣     | 康寶輕食粥                       |
| 2022 | 台灣     | LINE禮物                         |
| 2022 | 台灣     | 金賓 x 頑童                      |
| 2022 | 台灣     | 全國電子                         |

## 出席活動
| 年份/日期  | 地區 | 活動名稱                                                   | 出席嘉賓                                                           |
| 2019/10/14 | 台灣 | LINE TV戲劇HISTORY3《那一天》發佈記者會                    | 宋偉恩、黃雋智、石承泫、劉韋辰                                     |
| 2019/12/01 | 台灣 | LINE TV HIStory3《那一天》&「HIStory party」慶功粉絲見面會 | 宋偉恩、黃雋智、石承泫、劉韋辰                                     |
| 2019/10/09 | 台灣 | 李倍Dleet台北時裝周2020SS                                  | 陳奕、薛仕凌、林哲熹、黃子佼、修杰楷、劉修甫、王渝屏、康祥、石承泫 |
| 2020/10/09 | 台灣 | 李倍Dleet台北時裝周2021SS                                  | 陳昊森、李友廷、黃子佼、石承泫、南苗                               |
| 2022/10/29 | 日本 | 正負之間 FAN MEETING-運命から奇跡へ                        | 石承泫、林上豪、李見騰、鄭齊磊、宋偉恩、黃雋智、賴東賢、王碩瀚     |

## 外部連結
- 石承泫的Instagram帳戶
- 石承泫的Facebook專頁
- 石承泫的X（前Twitter）
- 石承泫的微博 （页面存档备份，存于）